# 日本航空446號班機空難
日本航空446號班機（JAL446）是一班由哥本哈根經莫斯科飛往東京的定期航班。1972年11月28日，該班機由一架DC-8執行，在莫斯科謝列梅捷沃機場起飛時失速墜毀，導致53名乘客和9名機組人員死亡，另外9名乘客和5名乘務員受傷。事故的原因是起飛過程中擾流板的意外升起。

## 事故經過
莫斯科時間1972年11月28日18時17分，JL446號班機由哥本哈根飛抵莫斯科謝列梅捷沃機場。19時38分，飛機引擎啟動，收到滑行指令，並且預定19時49分從25跑道起飛。19時51分，446號班機起飛，爬升至100米高處即失速墜毀在跑道末端以外150米處，由離地到墜毀的過程僅30秒。
機上人員包括6名機員（其中3名備份），7名客艙服務員，1名日航僱員以及62名乘客，乘客中有52名日本人。除了5名客艙服務員和9名乘客（其中一人為新西蘭人，其餘8人為日本人）以外，餘下62人皆在此次事故中遇難。生還者則受到重傷，他們在事發時坐在機身前部的頭等艙座位。事後的調查顯示，飛機副駕駛員意外升起擾流板以及引擎除冰裝置未開啟導致了飛機的失速。

### 班機最後通話
蘇聯事故調查委員會事後公佈了艙音記錄儀數據分析，其中班機在墜毀前的駕駛艙通話如下：
00秒 （起飛過程開始）
10秒 “時間？”“時間沒問題。”“有點慢……”
25秒 “是的。”“什麽？”“我們先走了。”
30秒 “V1。”（指示空速129節）
40秒 “Rotation（抬輪，VR）。”“注意。”（145節）
45秒 “V2。”（154節）
50秒 （機械異響）
55秒 “怎麼回事？”“擾流板！”（高度350英尺）
60秒 “這是什麽？”“對不起……”“Left clear。”（高度300英尺）
65秒 “引擎！引擎！2號！2號引擎！”（高度100英尺）

70秒 （飛機撞地聲）

## 涉事航機
失事的DC-8於1969年製造，生產序列號為46057。該機是日本航空最後一架仍然使用舊塗裝的DC-8，曾於1970年4月被用於解救淀号劫机事件的人質。該機從交付到墜毀僅有不到3.5年，是日本航空DC-8機隊中最短命的一架。